# 행렬 역학
행렬 역학(matrix mechanics)은 양자역학 이론 형식의 한 형태로 1925년 베르너 하이젠베르크에 의하여 제안되어, 막스 보른 및 파스쿠알 요르단에 의하여 구체화되었다. '매트릭스 역학'이라고 불리기도 한다.

## 관련 서적
- 김진태. 《하이젠베르크의 행렬 역학에 대하여 인문학적으로 접근하기》. 퍼플. 2018년. ISBN 978-89-24-05823-9

## 같이 보기
- 상호작용 묘사
- 브라-켓 표기법
- 양자역학 개론